# Simpsonichthys ocellatus
Simpsonichthys ocellatus es un pez de la familia de los rivulinos en el orden de los ciprinodontiformes.

## Morfología]
Los machos pueden alcanzar los 3,2 cm de longitud total.

## Distribución geográfica
Se encuentran en Sudamérica: Brasil.